# 沙倫頓 (路易斯安那州)
沙倫頓（英語：Charenton）是位於美國路易斯安那州聖瑪麗堂區的一個普查規定居民點。

## 人口
根據2020年美國人口普查的數據，沙倫頓的面積為13.51平方千米，當中陸地面積為12.86平方千米，而水域面積為0.65平方千米。當地共有人口1699人，而人口密度為每平方千米125.76人。